# Ron Haviv
Ron Haviv (né en 1965) est un photojournaliste américain spécialiste des conflits. Il est l'auteur de plusieurs publications. Cofondateur de l'Agence VII, il donne des conférences dans des universités et anime des ateliers. 
Ron Haviv est diplômé de la New York University. Depuis la fin de la guerre froide, il a couvert guerres et crises humanitaires. Haviv est connu pour sa vaste documentation sur les guerres en Yougoslavie : la bataille de Vukovar en Croatie, le siège de Sarajevo, les atrocités commises dans les camps de concentration serbes en Bosnie-Herzégovine et la pratique du nettoyage ethnique exposée par les Tigres d' Arkan. 
Il a également photographié la ville de Juárez  un champ de bataille de la guerre contre la drogue au Mexique, où des victimes civiles, des forces de l'ordre et des membres des cartels sont quotidiennement victimes. De plus, Haviv est connu pour avoir couvert les destructions causées par le séisme en Haïti en 2010, l'épidémie de choléra qui a suivi, ainsi que l'implication de célébrités dans la reconstruction. Le travail de Haviv attire également l'attention sur la malnutrition au Bangladesh, les affrontements entre gangs et forces de police de Los Angeles, l'élection présidentielle afghane de 2009, la guerre civile sri lankaise, la lutte pour les enfants au Darfour, et nombreuses autres situations de conflit. 
Le cinéaste Jean-Luc Godard a basé son court métrage Je vous salue, Sarajevo autour d'une unique photo de Ron Haviv prise à Bijelina pendant les guerres de Yougoslavie. 

## Publications
- Sang et miel : Un journal de guerre des Balkans, Livres TV, 2001  (ISBN 978-1575001357).
- Afghanistan : sur la route de Kaboul, New York, de. MO, 2002  (ISBN 978-0970576859).
- Haïti : 12 janvier 2010, New York, de. MO, 2010  (ISBN 978-0982590812). 16 affiches pliées et emballées.